# Charles Genthon
Charly Genthon (né le 27 mai 1947, à Anneyron dans la Drôme) est un coureur cycliste français. Il évolue au niveau professionnel en 1973 et en 1974.

## Palmarès
- Amateur
  - 1970-1978 : 79 victoires[3]
- 1970
  - 1re étape du Tour Nivernais Morvan
- 1971
  - Championnat du Dauphiné-Savoie[3]
  - Dijon-Auxonne-Dijon
  - Souvenir Veynes-Berthet[3]
  - 2e du Circuit boussaquin
  - 2e du Grand Prix du Faucigny
- 1972
  - Tour du Béarn-Aragon[3]
  - 2e du Circuit des Monts du Livradois
  - 2e du Circuit boussaquin
  - 3e du Grand Prix de Cours-la-Ville
- 1975
  - Ronde du Carnaval
  - Grand Prix de Villapourçon
  - 2e du Grand Prix de Saint-Symphorien-sur-Coise

## Résultats sur les grands tours

### Tour de France
1 participation
- 1973 : 83e

### Tour d'Espagne
1 participation
- 1974 : abandon (7e étape)